# 야마토촌 (야마가타현 니시타가와군)
야마토촌(山戸村)은 야마가타현 니시타가와군에 설치되었던 촌이다. 현재의 쓰루오카시 서남부에 해당한다.